# Kelloggella avaiki
Kelloggella avaiki és una espècie de peix de la família dels gòbids. Va ser descrit per primera vegada per Tornabene, Deis i Mark V. Erdmann l'any 2017. Kelloggella avaiki pertany al gènere Kelloggella i és parent dels gòvids.
Aquesta espècie de peix es troba a Niue. És inofensiu per als humans.
Es distingeix l'espècie per les següents característiques: el cos no té barres verticals; en vida, el cos i les aletes mostren petites taques blaves iridescents brillants sobre un fons blau grisenc que va de fosc a negre; les mandíbules i la punta del morro tenen un color groc clar. Tenen fins a catorze línies en l'aleta pectoral.T

## Etimologia
El seu nom avaiki fa referència a una zona de marees i cavernes costaneres propera a la localitat on és típica aquesta espècie, que són venerades com les piscines sagrades de bany dels reis.